# Népotisme
Le népotisme est la tendance de certains supérieurs ecclésiastiques, évêques et papes, et par extension de certains dirigeants d'autres institutions, à favoriser l'ascension des membres de leur famille, ou plus généralement de leur cercle rapproché, dans la hiérarchie qu'ils dirigent, au détriment des processus de sélection ordinaires basés sur le mérite. C'est le principe des monarchies héréditaires et d'un certain nombre de dictatures.
Par extension, le terme désigne une tendance à accorder des avantages à des relations, des amis proches, voire à des membres d'un groupe d'origine, ethnique ou religieux commun, indépendamment de leurs qualités . Il est alors synonyme de favoritisme ou de copinage.

## Étymologie
Le terme a été emprunté en 1653 à l'italien nepotismo, lui-même dérivé de nipote qui signifie « neveu », par référence au favoritisme accordé par un pape à l'un de ses neveux par la cession indue de titres ecclésiastiques ou de donations réservés au Vatican (cf. cardinal-neveu). Mais souvent à cette époque, le terme est un euphémisme et les « neveux » sont les propres enfants des ecclésiastiques ; Savonarole prêchait ainsi contre l'Église de Rome en 1497 : « autrefois, si les prêtres avaient des fils, ils les appelaient leurs neveux ; maintenant on n'a plus de neveux ; on a des fils, des fils tout court. »

## Papes
Dans le contexte de la curie romaine, le népotisme a trouvé sa réalisation la plus emblématique dans le phénomène des cardinaux-neveux.
Parmi les papes ayant pratiqué le népotisme, on peut citer :
- Calixte III (1455-1458) : Borgia qui nomma cardinal son neveu et fils adoptif, le futur Alexandre VI ;
- Sixte IV (1471-1484) ; nomma cardinal de nombreux jeunes gens, parmi lesquels son neveu Raphaël Riario, âgé de 17 ans ;
- Alexandre VI (1492-1503) : Borgia qui nomma son fils César Borgia cardinal à l'âge de 18 ans ;
- Clément VII (1523-1534) ;
- Paul III (1534-1549) qui crée le duché de Parme et Plaisance pour son fils Pierre Louis Farnèse, il nomme deux petits-fils cardinaux, Alexandre Farnèse et Guido Ascanio Sforza di Santa Fiora ;
- Jules III (1550-1555) qui nomme cardinal son favori, adopté par son frère, Innocenzo Ciocchi del Monte âgé de 17 ans ;
- Pie IV (1559-1565), qui nomme cardinal le cousin de son gendre, Alfonso Gesualdo, âgé de 21 ans ;
- Urbain VIII (1623-1644) qui éleva trois de ses neveux au rang de cardinal ;
- Innocent X (1644-1655), qui nomma son neveu Camillo Pamphilj comme cardinal.

L'historiographie distingue traditionnellement deux périodes :
- grand népotisme, avant le concile de Trente : les faveurs accordées à la famille consistent en des aliénations du patrimoine de Saint Pierre ;
- petit népotisme, après ce concile, consistant en des avantages révocables ou viagers.

## Politique
En politique, le népotisme est caractérisé par les faveurs qu’un individu au pouvoir montre envers sa famille ou ses amis, sans considération du mérite ou de l'équité, de leurs aptitudes ou capacités. On distingue généralement le népotisme de la transmission héréditaire du pouvoir ou de l'hérédité des offices. L'ONG Transparency International l'assimile à la corruption.
Selon Max Weber, les structures bureaucratiques doivent permettre de faire disparaître le népotisme des gouvernements de type traditionnel.
La pratique népotique peut être totalement légale ou interdite selon les pays ou les législations. Au-delà du cadre légal, elle peut être aussi d'ordre culturel,. Selon la politologue Armelle Le Bras-Chopard, cette pratique peut être motivée par l'aspect financier ou par la meilleure confiance et efficacité d’une relation de travail avec un proche mais elle « traduit la trop grande collusion et le trop grand népotisme qui règnent dans la classe politique ».